# Фичино, Марсилио
Марси́лио Фичи́но (лат. Marсilius Ficinus, итал. Marsilio Ficino; 19 октября 1433 года, Фильине-Вальдарно, близ Флоренции — 1 октября 1499 года, вилла Кареджи, близ Флоренции) — итальянский философ, гуманист, астролог, католический священник, основатель и глава флорентийской Платоновской академии. Один из ведущих мыслителей раннего Возрождения, наиболее значительный представитель флорентийского платонизма — направления, связанного с возобновлением интереса к философии Платона.
Фичино известен прежде всего как автор первого полного перевода сочинений Платона на латынь, до начала XIX века считавшегося лучшим. Также Фичино переводил труды неоплатоников, в частности им выполнен первый перевод «Эннеад» Плотина и сочинения многих других мыслителей платоновской направленности. Большое влияние на развитие западноевропейского оккультизма оказал сделанный Фичино перевод Герметического корпуса. Его комментарии к диалогам Платона способствовали популяризации учения древнегреческого философа. Как самостоятельный мыслитель, Фичино известен как автор оригинальной концепции синтеза христианского и философского знания («благочестивая философия», лат. pia philosophia), непрерывно передававшихся между мудрецами древности, от Зороастра до Платона и далее к ранним Отцам церкви. Религиозные идеи Фичино суммированы в его крупных произведениях, «О христианской религии» (1473) и «Платоновском богословии о бессмертии души» (1482). Последнее значительное произведение Фичино, «Три книги о жизни» (1489), содержит разнообразные теории медицинского, философского и оккультного характера. Заложенные в его сочинениях, но им самим не развёрнутые, предпосылки пантеизма, оказали значительное воздействие на философские воззрения Пико делла Мирандолы, Франческо Патрици, Джордано Бруно. Апология земной красоты и достоинства человека способствовала преодолению средневекового аскетизма и оказала влияние на развитие изобразительного искусства и литературы. Идея Фичино о «всеобщей религии», не скованной культовыми, обрядовыми и догматическими различиями, сказалась на формировании учения о «естественной религии» в философии XVI—XVII веков.

## Биография

### Становление

#### Происхождение и первоначальное образование
Марсилий Фичино родился в небольшом городке Фильине, расположенном в долине реки Арно недалеко от Флоренции. Позднее о том, что его рождение произошло 19 октября 1433 года, философ рассказал в письме своему другу Мартину Уранию (Преннингеру), уточнив, что данное событие, по словам его матери, произошло в 21-й час после заката. Учитывая, что столь точные сведения исходят из первых уст, автор фундаментальной биографии Фичино Р. Марсель считает излишним обсуждать иные возможные даты рождения философа, среди которых разные источники называют 1435 или даже 1438 год. О том, что семья Марсилия была достаточно знатной, свидетельствует существование герба, серебряного меча на голубом поле с золотыми звёздами по сторонам. Собственноручным изображением семейного герба украшены некоторые ранние рукописи Фичино, а также несохранившееся надгробие на могиле философа во флорентийской церкви Сан Пьер Маджоре. Отцу Фичино, Диотифечи д’Аньоло ди Джусто (Di[o, e]tifeci d’Agnolo di Giusto, ум. 1478), ко времени рождения сына было около 28 лет. Известно, что в 1433 году он занимался изучением медицины и жил в своём доме, а позднее прославился как хирург в госпитале Санта Мария Нуова. Его жена Александра (Alessandra di Nannocchio di Ludovico), дочь гражданина Флоренции из Монтеварки, была значительно младше, и родилась около 1413 года. Помимо Марсилия, в семье было ещё двое сыновей и племянники, упомянутые в завещании философа. Старший сын, Карло, был примерно на год старше Марсилия. С какого-то времени Диотифечи начал подписываться фамилией Фичино, образованной, по-видимому, как производное от имени. Вероятно, перемена произошла после того, как Фичино-старший около 1445 года стал домашним врачом Козимо Медичи и получил флорентийское гражданство. Вслед за ним, не позднее, чем с 1457 года, Марсилий стал подписываться как Marsilius Ficinus Florentinus.
Детство Марсилия, о котором никакие подробности не известны, прошло в родительском доме на площади, носящей сейчас его имя, недалеко от монастыря Сан Франческо. Сведения о первоначальном образовании Фичино противоречивы. Джованни Корси, чья биография философа (Vita Ficini) была издана в 1506 году, говорит, что по причине недостатка средств отец Фичино не мог обеспечить сыну хороших учителей, и ему преподавали люди «незначительные и ничтожные». Анонимный автор другого жизнеописания, известного как «Vita secunda», утверждает, что видя способности мальчика, начальное образование дал ему отец. Дальнейшая судьба мальчика определялась близостью его отца к Козимо Медичи, крупнейшему банкиру и фактическому полновластному правителю Флорентийской республики, его сыновьям Пьеро и Джованни, а также архиепископу Антонину Пьероци. По предположению Р. Марселя, такие знакомства дали Диотифечи возможность отдать сына в одну из основанных папой Евгением IV школ. Там же, возможно, учился и лучший друг детства Марсилия, поэт Нальдо Нальди. Впрочем, средневековые биографы Фичино явно эту гипотезу не подтверждают, и Капонсакки, писавший биографию Фичино в конце XVI века, называет первыми учителями Фичино Луку ди Сан Джиминьяно и Командо Симона Команди ди Пьеве Сан Стефано; их обоих философ помнил долгие годы, с почтением вспоминал и ходатайствовал за них. Возможно, тогда же Марсилий обучался начаткам греческого языка у Франческо да Кастильоне, хотя Марсель склоняется к мнению, что он был самоучкой. По оценке профессора Джеймса Хэнкинса, учителя, которые оказались по карману семье Фичино, не были лучшими, о чём свидетельствуют не слишком гладкий стиль латинской прозы Марсилия и его не достаточно глубокое знакомство с классической литературой. Поэтому, возможно, упоминая о существовавшем в античности противопоставлении риторической и философской традиции, Фичино идентифицировал себя с последней.
Как и о детстве, о годах учёбы в университете Фичино мало что известно. Во время чумы 1448—1449 годов семья Фичино временно переселилась в Пизу, и к занятиям Марсилий смог вернуться только в начале 1450-х годов. Из датированной 28 октября 1451 года короткой записи в приходно-расходной книге некоего Джованни Келлини следует, что Фичино преподавал логику Пьеро Пацци по учебнику Паоло Венето. Вероятно, сам он также изучал данный предмет под руководством магистра Пьеро ди Антонио Дини, упомянутого в том же документе. Дини, зачисленный в марте 1451 года профессором логики в Studio Fiorentino, предшественника Флорентийского университета, более ничем не известен. Имя Паоло Венето, преподававшего в Падуе в начале XV века, связано с распространением в Италии идей английских аристотелистов. Об образованности и учёной репутации Фичино свидетельствует то, что едва достигнув 18 лет он стал учителем Пьеро Пацци, одного из богатейших и влиятельнейших людей Флоренции, ранее обучавшегося у Томмазо Понтано. Помимо прочего, Пацци был обладателем превосходной библиотеки и членом кружка византийца Иоанна Аргиропула. Дополнительные подробности сообщает Капонсакки, согласно которому, «как только университет возобновил занятия [Марсилий] принялся за логику, риторику и философию, а именно перипатетическую, и в ней имел учителем Никколо Тиньози из Фолиньо». Тиньози, получивший кафедру логики в Болонье в 1426 году, а затем медицины в Ареццо, был типичным схоластом своего времени, не лишённым научных претензий. Пять его сохранившихся трудов, содержащих комментарии к различным произведениям Аристотеля, были опубликованы позднее учёбы Фичино, в ходе полемики с Аргиропулом.

#### Формирование мировоззрения. Ранние труды
Дискуссионным является вопрос о степени влияния схоластики на раннего Фичино. По мнению Р. Марселя, ко времени учёбы у Тиньози платоновские пристрастия Фичино уже вполне сформировались, хотя его знание греческого было только на базовом уровне, а качество доступных текстов давало только фрагментарное представление об идеях древнегреческого философа. С другой стороны, как утверждает автор второго жизнеописания, с Тиньози Марсилия связывала «великая дружба», и под руководством профессора молодой философ с большим прилежанием занимался естественными науками. В 1454—1455 годах были созданы первые философские работы Фичино схоластической направленности, предназначенные для изучения с учениками. Написанное 13 сентября 1454 года письмо другу и соученику по занятиям у Тиньози Антонио Серафико представляет собой небольшой трактат «О зрении и о солнечных лучах». К тому же периоду относятся несколько других работ реферативного характера (два «Трактата о физике», «Трактат о душе», «Трактат о Боге, природе и искусстве», «Вопросы о свете и многие другие», «О звуке», «Разделение философии»). 6 августа 1455 года датируется примечательное «Послание к братьям», посвящённое рассуждению о божественности семьи и налагаемых ею обязательств.
Первоначальное знакомство Фичино с идеями Платона происходило через латинских платоников — Цицерона, Макробия, Апулея, Боэция, Августина и Халкидия. Итогом его ранних штудий стали утраченные «Наставления в платонической науке» (Institutiones ad Platonicam disciplinam) в четырёх книгах, созданные в 1456 году. Много лет спустя Фичино признавался, что прочитавшие его труд Кристофоро Ландино и Козимо Медичи начинание, в целом, одобрили, «но посоветовали не публиковать, доколе не обучусь греческому языку и буду черпать из источников платонического учения». В том же году, видимо, был написан комментарий к диалогу «Тимей», также не сохранившийся. По предположению Марселя, данный комментарий представлял собой вторую редакцию «Наставлений». Сопоставляя с высказываниями в других ранних произведениях, российский историк Олег Кудрявцев приходит к выводу о том, что уже в 1456 году у Фичино формируется установка, направлявшая всю его последующую деятельность, — разрабатывать христианскую апологетику, опираясь на философско-богословское наследие античности. Синтез языческой и христианской культуры рассматривался гуманистом как средство укрепления христианской веры, найдя ей основание в освящённой веками традиции — у Платона и Гермеса-Меркурия. Такие устремления не остались незамеченными, и неизвестный переводчик фичиновского трактата «О божественном неистовстве» (De divino furore) на итальянский язык называет автора «новым платоновым умом, который благодаря тонкости дарования и непрерывному труду в нежнейшем возрасте его [этот ум] вскрыть и как бы обнаружить до дна». Упомянутый трактат датирован 1 декабря 1457 года, оформлен в виде письма к поэту Пеллегрино дельи Альи (Pellegrino degli Agli) и позднее включён в первую книгу «Эпистол». Это небольшое сочинение является толкованием изложенного в диалоге «Федр» платоновского учения о божественном безумии, на тот момент доступного в переводе Леонардо Бруни (1405). Во «Втором жизнеописании» утверждается, что отец заставлял Марсилия изучать Аристотеля и математику, в надежде, что сын выберет врачебную карьеру. Однако ни усилия Диотифечи, ни уговоры Тиньози «покинуть Академию ради Ликея», успеха не возымели.
Значительный интерес исследователей вызвали несколько ранних работ Фичино, в которых тот рассмотрел иные философские школы античности. 1457 годом датируют небольшой реферат «О четырёх философских школах», дающий сведения также о взглядах стоиков и эпикурейцев. В более объёмном трактате «О наслаждении» исследовалась гедонистическая этика не только четырёх основных школ, но и киников, киренаиков, атомистов и некоторых других. Наибольшие споры вызывает утраченный «небольшой комментарий» (лат. commentariolum) к поэме «О природе вещей» Лукреция, вновь открытой только в 1417 году. О произведении известно из сообщения венгерского друга Фичино Яна Паннония, упоминавшего в 1484 или 1485 году о том, что гуманист «как то свойственно юному возрасту, легкомысленно пропагандировал некоего древнего философа, или поэта, коего затем, руководствуясь более здравым советом, стал скрывать и (как я слышал) уничтожать». В 1492 году Фичино сам признавался в письме к Мартиру Уранию, что сжёг свои комментарии к Лукрецию, подобно тому, как Платон сжёг свои трагедии и элегии. Предпринятый Фичино анализ поэмы Лукреция стал одним из первых в современной истории, и потому интересны причины, подвигшие его уничтожить свой труд. По мнению Дж. Хэнкинса, такой поступок является явным указанием на духовный кризис, настигший Фичино в начале его карьеры, а Р. Марсель уподобляет обращение к языческой философии супружеской неверности. Возможно, однако, восходящий к опасениям Паннония миф о кризисе является преувеличением, и причиной стало осознание молодым философом отсутствия у себя поэтического таланта. Так или иначе, период 1457—1458 годов прошёл для Фичино под знаком увлечения Лукрецием, учению которого посвящено несколько известных только по названию сочинений и ряд сохранившихся писем. Согласно воспоминаниям младшего современника Фичино, доминиканца Зеновия Аччайоли, конец этой «языческой болезни» положили беседы с архиепископом Антонином.

#### Между Аристотелем и Платоном
Традиционно считается, что средневековая мысль в большей степени тяготела к аристотелизму, тогда как гуманисты Возрождения отдавали предпочтение учению Платона и его последователей. Охарактеризовать место Фичино в рамках этого противостояния не так просто. Платонизм в форме августинизма доминировал в западной философии до XII века и не утратил окончательно свои позиции позднее, равно как и аристотелизм не прекратил своего существования, и образование, которое получил Фичино, в духе своего времени, было схоластическим. По мнению П. Кристеллера, общая платоновская направленность интеллектуальных устремлений Фичино, скорее литературная, чем философская, то есть определяется школой, которой он посвятил больше всего своих критических и переводческих усилий. Дж. Хэнкинс видит причину противопоставления Фичино аристотелизму в его убеждённости в невозможности достижения схоластическими методами истинных целей морального и религиозного образования. Фичино считал справедливым высказанный Платоном запрет на изучение диалектики в юном возрасте — воспользовавшись полученным умением манипулировать словами, молодёжь не может сосредоточиться на размышлении об достойных того вещах. Также Марсилио считал неприемлемой поучающий тон схоластов, считая более верным невербальный и интуитивный способ передачи знания. Профессор Джон Монфазани (John Monfasani) из университета Олбани выделяет несколько стадий в отношении Фичино к аристотелизму. В начале университетского обучения и до примерно 1456 года Фичино полагал учения Аристотеля и Платона находящимися в согласии, что отражено в его ранних трактатах «De anima» и «De virtutibus moralibus». В доксографических перечнях того времени оба древних философа стоят в одной исторической цепи, ведущей своё начало от Гермеса Трисмегиста. В дальнейшем отношение к Стагириту неуклонно ухудшалось: в работе 1457 года «О четырёх сектах философов» Фичино указывал на неправоту Аристотеля в вопросе о бессмертии души, в 1476 году он заявлял о превосходстве этики Платона, а в письмах 1477 года обвинял Аристотеля в оскорблении своего учителя. С другой стороны, в своих зрелых произведениях, особенно «Платоновском богословии», Фичино нередко ссылается на Аристотеля. Данное противоречие, по мнению Монфазани, разъясняется в предисловии к переводу Плотина, в котором флорентийский философ обрушивается на современных ему последователей Аристотеля, принадлежащих к школам Аверроэса и Александра Афродисийского — именно они с 1460-х годов стали его главными оппонентами.
Марсилио Фичино был далеко не первым, кто взялся за перевод на латынь сочинений Платона. Переводы некоторых диалогов были известны ещё с античности. В XII веке Генрих Аристипп первым перевёл «Федон» и «Менон», в XIII веке Вильем из Мёрбеке частично перевёл «Парменид». Множество переводов появилось в XV веке в Италии, среди переводчиков были Леонардо Бруни, Георгий Трапезундский, отец и сын Дечембрио, Франческо Филельфо, Ринуччо Аретино и Лоренцо Липпи.
Зависимость Фичино от более ранних платоников, к которым можно причислить Николая Кузанского и византийцев Плифона и Виссариона Никейского, не выражена явно. О Кузанце Фичино упоминает лишь единожды, и нет оснований предполагать, что он был знаком с его трудами. Интеллектуальное становление Фичино пришлось на разгар спора о достоинствах философии Аристотеля и Платона, инициированного в конце 1430-х годов византийским делегатом Ферраро-Флорентийского собора Плифоном. Последнего, крупнейшего специалиста по Платону предыдущего поколения, передавшего в конце 1430-х годов Козимо Медичи рукопись с полным собранием сочинений Платона, Фичино называет вдохновителем учреждения Платоновской академии. Ему же он обязан концепцией непрерывной преемственности истинной философии от Гермеса и Зороастра до Платона. Впрочем, нет оснований считать знакомство Фичино с трудами Плифона глубоким. В 1458 году другой византийский эмигрант, Георгий Трапезундский, предупреждая о возрождении язычества, написал памфлет «Comparatio Aristotelis et Platonis» против Платона и Плифона. В 1469 году Виссарион написал и отправил во Флоренцию опровержение, вероятно, видя в ещё не очень известном Марсилии полезного союзника. Фичино, однако, уклонился от участия в учёном споре греков. Из земляков на взгляды молодого Фичино могли повлиять Маттео Пальмиери, чья поэма Град жизни (1455—1464) пронизана платоновскими мотивами, грек Иоанн Аргиропул, в первое время по прибытии во Флоренцию занимавшийся толкованием Платона, и проявлявший интерес к платонизму Кристофоро Ландино.

### Работа над переводами Герметического корпуса
Практически полная греческая рукопись Герметического корпуса оказалась в распоряжении Козимо Медичи около 1460 года. От отцов Церкви, прежде всего Климента Александрийского и Августина, он знал, что Гермес жил гораздо раньше Платона и, соответственно, сообщаемые им сведения, как более древние, представляли бо́льшую ценность. В сентябре 1462 года Козимо передал рукопись Марсилию, а несколько дней спустя ещё одна рукопись диалогов была получена от банкира Америго Бенчи. В следующем году, когда уже всё было готово для начала работы на переводами Платона, Фичино получил распоряжение сначала перевести Гермеса. Несколько месяцев спустя, ещё при жизни Козимо, Фичино завершил работу, озаглавив её по названию первого из герметических трактатов — «Поймандр». В предисловии к сборнику («Argumentum»), включающему 14 текстов, Марсилий не совсем точно воспроизводит приведённую Августином генеалогию Гермеса, называя его племянником «старшего Меркурия», чьим дядей по матери был Атлас-астролог, брат Прометея-физика. Атлант, в свою очередь, жил во времена детства Моисея. Согласно Цицерону, было пять Гермесов-Меркуриев, и Трисмегист (Триждывеличайший), был мудрейшим из египетских жрецов. Ему наследовал Орфей, за которым следовали Аглаофем, Пифагор, Филолай и Платон. В дальнейшем Фичино неоднократно воспроизводил генеалогию прародителей «древнего богословия» (prisca theologia), добавляя также в начало списка Зороастра. Посредниками между языческой и христианской традиций выступили трое волхвов, встреча которых с Христом представлялась Фичино ключевым моментом священной и платоновской истории.
Фичино была хорошо известна критика Гермеса и его «Асклепия» со стороны Августина, считавшего, что древний маг, хотя и предсказал пришествие христианства, получил своё знание от демонов. Однако, по мнению флорентийского философа, не менее важное значение имело благосклонное отношение к Гермесу со стороны раннехристианского апологета Лактанция. Завершая «Argumentum», Фичино утверждает о свете божественного озарения, сияющем в произведении, которое учит нас, обратившись умом к Божественному Уму, созерцать устройство всех вещей, как они существуют в Боге. Точка зрения Фичино на значение Герметического корпуса господствовала длительное время, и до конца XVI века его перевод выдержал десятки переизданий.
Комментируя тексты Герметического корпуса Фичино более всего поражался их сходству с библейским нарративом. В «Поймандре», называемом английской исследовательницей Фрэнсис Йейтс «Египетской Книгой Бытия», излагается данное Гермесу откровение о порождении природных элементов «из воли Божией, принявшей в себя Слово», создании Демиургом семи Управителей из огня и дыхания и человека по своему образу и подобию. Миф о грехопадении трансформируется в нём в историю добровольного воссоединения наделённого божественной властью первочеловека с Природой. В свете такого откровения, отождествляемый с Нусом Поймадр даёт Гермесу наказ познать себя, вести чистую и святую жизнь и заслужить милость Отца сыновней любовью, благословениями гимнами. В комментарии к «Поймандру» Фичино поражается параллелям с книгой Бытия и пророческой силе древнего мага, видевшего, рождение Сына от Отца и исхождение Духа от них обоих. Позднее, в «Платоновском богословии», Фичино, ссылаясь на иудейского историка Артапануса Александрийского, предполагал тождественность Моисея и Гермеса, отдавая предпочтение последнему. Как отмечает Ф. Йейтс, Фичино не акцентировал внимание на принципиальных различиях между моисеевской и египетской Книгами Бытия, прежде всего на понимании Адама как божественного существа, наделённого божественной творческой силой. Сходным образом человек прославляется как великое чудо в «Асклепии», на что ссылается Джованни Пико делла Мирандола в своей знаменитой речи «О достоинстве человека». Комментарий Фичино на «Асклепия» не сохранился, а текст, ранее ему приписывавшийся, принадлежит Лефевру д’Этапль. Учению о возрождении человека посвящён другой гностический трактат, «Тайная проповедь Гермеса Трисмегиста Тату на горе». В нём сын Гермеса Тат постигает истину, избавляется от 12 «кар» и приобретает «власти» Господа. Согласно издателю «Герметики» Андре-Жану Фестюжьеру, пороки, от которых избавляется Тат, символизируют зодиакальные созвездия, и, таким образом, интерес Фичино к данному тексту был обусловлен его ужасом перед звёздами.

### Перевод и толкование сочинений Платона
Относительно периода, предшествующего исторической встрече Фичино с Козимо Медичи, сведения источников и мнения исследователей расходятся. Согласно Корси, Диотифечи Фичино, желая вернуть сына к гарантирующей надёжный доход медицине, отправил его обучаться в Болонью. Его пребывание продлилось там не долго, и на ближайших каникулах, вернувшись домой, в возрасте 26 лет, он был представлен отцом престарелому правителю города, был замечен и возвращён к занятию платоновской философией. Рассказ Корси даёт период пребывания в Болонье с 1458 по 1459 год, хотя по мнению Р. Марселя правильнее болонский период датировать 1459—1462 годами. П. Кристеллер считает сведения о болонской учёбе Фичино недостоверными и полагает, что медицинское образование он мог получить и во Флорентийском университете, где числился студентом ещё в 1462 году. Длительное время предметом споров являлся вопрос о том, сохранил ли Фичино связи со своей альма-матер, пока в начала 1990-х годов не были опубликованы документы, из которых следовало, что в 1464 году он был нанят для чтения лекций по философии, небольшую плату за которые, в размере 40 флоринов, получил только пять лет спустя. Ещё одним неясным вопросом является то, каким образом Фичино овладел греческим языком на уровне, достаточном для ведения своих исследований. Утверждение Корси о том, что необходимые сведения он получил у известного гуманиста Бартоломео Платины сомнительны, и, по предположению Кристеллера и Марселя, Фичино совершенствовался самостоятельно в процессе работы над греческими текстами. В качестве пробы пера молодой гуманист приступил к переводам трудов неоплатоников Прокла, Ямвлиха, орфических, пифагорейских и герметических текстов, Гомеровских гимнов. Большинство из них осталось неизданными, видимо, по причине низкого качества перевода. Некоторые из них он, тем не менее, счёл достаточно удачными: переложение «О пифагоровой школе» Ямвлиха сохранилось в двух рукописях, одна из которых принадлежала Джованни Пико делла Мирандола, а пифагоровы «Золотые стихи» были презентованы Козимо Медичи. Переведённый на латынь не позднее 1462 года комментарий Гермия Александрийского на «Федр» несёт следы неопытности переводчика — буквальное следование оригиналу, неточности стиля латинской прозы. Перевод «Математики» Теона Смирнского, своего рода математическое введение к платоновским диалогам, имеет те же недостатки. Несколько месяцев заняла работа над «Герметическим корпусом» по поручению Козимо Медичи. В предисловии ко входящему в собрание трактату «Поймандр» Марсилий сформулировал цель данного предприятия, проследить «единую и повсюду с собой согласную школу древнего богословия» от самых её истоков, от Гермеса Трисмегиста и Орфея до «божественного Платона». По завершении, в апреле 1463 года Фичино написал комментарий к «Халдейским оракулам».
Ко времени смерти Козимо Медичи 1 августа 1464 года Фичино успел закончить перевод 10 из 36 диалогов Платона. Точная хронология его работы и принцип отбора текстов не вполне ясны, но, видимо, в список первоочередных были включены те произведения Платона, для которых к тому времени ещё отсутствовал латинский перевод. Два из них — важнейшие диалоги «Парменид» и «Филеб», в которых говорится, соответственно, о высшем благе и благе для человека. Козимо успел их прочитать и умер умиротворённым. Комментарии к этим сложнейшим диалогам были созданы только в 1490-х годах. Следующая веха отмечена датированным 1 апреля 1466 года письмом, адресованным одному из ближайших друзей философа, врачу Микеле Меркати, в котором сообщается о завершении работы над ещё 23 диалогами и начале работы над «Кратилом». В том же письме переводчик настоятельно запрещает переписывать свои труды, обосновывая свою просьбу необходимостью дополнительных правок и ожидания завершения работы над всеми диалогами.
Ещё до завершения перевода всего корпуса сочинений Платона, в 1468 году, Фичино некоторое время потратил на переложение на итальянский язык политического трактата «Монархия» Данте Алигьери. С одной стороны сочинение поэта прошлого столетия не утратило актуальности, с другой Фичино чрезвычайно высоко ценил Данте, рассматривая его как мыслителя в платоновском духе. Вторая часть работы над переводами Платона происходила под патронажем сына Козимо Старого, Пьеро Подагрика. До смерти последнего в конце 1469 года Фичино успел завершить оставшиеся диалоги и написать объёмный комментарий к «Пиру», сразу же переведя его на итальянский. Третий этап, включавший выверку переводов и комментирование диалогов, был выполнен при поддержке внука Козимо, Лоренцо Великолепного (1449—1492). Именно Лоренцо было посвящено вышедшее в 1484 году первое печатное издание Платона, включая произведения, ранее посвящённые Козимо и Пьеро. Финансовую поддержку изданию оказал представитель другой знатной семьи Флоренции, Филиппо Валори, в чьём имении Майано философ завершал работы над текстами Платона. Из предисловия следует, что для критического просмотра были привлечены лучшие знатоки античной словесности — грамматик византийского происхождения Димитрий Халкокондил, флорентийцы Георгий Антон Веспуччи, Джовани Баттиста Бонинсеньи (Giovanni Battista Buoninsegni), Анджело Полициано, Кристофоро Ландино и Бартоломео Скала. В издании 1484 года каждое произведение Платона снабжено более или менее подробным «рассуждением», из которых 14 были выполнены в ходе первого этапа работ (до 1469 года), а остальные в процессе подготовки публикации (1482—1484). Краткость последних Фичино объяснял спешкой в условиях, когда типографы страницы «бесцеремонно вырывали у него из рук».
Фичиновский комментарий к «Пиру» (Commentarium in Convivium Platonis De Amore) стал его первым значительным оригинальным произведением, разошедшимся во многих рукописях и принёсшим ему известность. Согласно Корси, он был написан по предложению его друга, поэта Джованни Кавальканти (1444?—1509), предполагавшего таким образом излечить философа от мучившей его меланхолии. Созданный по воспоминаниям об устроенном 7 ноября 1468 года, в годовщину смерти Платона, пире, комментарий состоит из речей, будто бы произнесённых участниками собрания на тему космического значения любви и божественного происхождения красоты. Работа над комментарием была завершена в июле 1469 года и посвящена Кавальканти. В течение нескольких последующих лет в тексте появилось разделение на главы, около 1474 года были присоединены небольшие дополнения астрологического характера, и, в окончательной редакции 1482 года текст был представлен Лоренцо Медичи. Два других крупных комментария созданы позже: комментарий к «Федру» — между 1476 и 1478 годами; и к «Тимею», видимо, — летом 1483 года. Рассматривая свою деятельность по переводу и комментированию платоновских текстов как важнейшую в мировом масштабе, обращаясь к Лоренцо Медичи, Фичино заявлял о том, что таким образом божественное провидение «решило священную религию не только укрепить пророками, сивиллами и святыми учителями, но также особенным образом возвеличить посредством некой безупречной философии». Разделяя представление поздних платоников о философии как о божественном откровении, Фичино, как христианский мыслитель, видел в ней лишь инструмент для достижения спасения, и духовное наследие Платона подходило для этой цели в наибольшей степени. «Благочестивая философия» Платона, по мнению Фичино, соотносится с учением Ветхого и Нового Заветов как Луна к Солнцу.
Завершив работу над первой частью перевода сочинений Платона, Фичино приступил к одному из своих крупных произведений, трактату «Платоновское богословие о бессмертии души». Согласно заявленным философом целям, «Платоновское богословие» было призвано продемонстрировать, что Платон из всех древних мыслителей ближе всех подошёл к истинам христианства, и его труды более пригодны для того, чтобы служить основанием церковной догматики, нежели сочинения Аристотеля и его продолжателей. Другое важное свойство «благочестивой философии» Платона, по мнению Фичино, состояло в том, что она способна обратить на путь веры людей «острого ума, которые доверяют только разумным доказательствам». Развивая высказанные ранее соображения, Фичино выстраивает историческую цепь преемственности истинного знания, от Меркурия и Зороастра до Платона. Автор указывает на то, что с появлением христианства миссия божественного провидения не завершена, поскольку религии угрожают споры перипатетиков, разделённых на школы александристов и аверроистов. В письме к Яну Паннонию Фичино выражал надежду, что благодаря «Платоновскому богословию» нечестивые перипатетики изменят своё скептическое отношение к религии. Несколько ранее Фичино познакомился с трактатом неоплатоника Прокла со сходным названием и тщательно его изучил. По предположению П. Кристеллера, работа над «Платоновским богословием» длилась с 1469 года по конец января 1474 года. По свидетельству автора, написание трактата происходило в имении Джованни Кавальканти. На протяжении нескольких лет Фичино дорабатывал текст, значительные корректировки и дополнения были внесены в 1480—1482 годах, и, в результате, трактат был издан только в ноябре 1482 года.
В ходе работы над крупными произведениями Фичино нередко рассуждения об отдельных частных вопросах оформлял в виде небольших трактатов, которые затем либо издавал отдельно, либо включал в качестве раздела в «Эпистолы». Во вторую часть «Эпистол» вошли сочинения, тематически связанные с «Платоновским богословием» — «Пояснение» и «Компендий» к нему. Вместе с другими аналогичного плана текстами, написанными на рубеже 1476—1477 годов, они составляли «пять ключей платоновской мудрости». Письма Фичино были впервые опубликованы в 1495 году («Epistolae Marsilii Ficini Florentini»). Несколько сотен документов, охватывающих более двух десятилетий интеллектуальной жизни учёного были разделены на 12 книг. Проект по их современному переизданию начался в 1975 году, к началу 2021 года вышло 11 томов.

### Положение в обществе

#### Отношения с Медичи
Как неоднократно вспоминал Фичино, он был взят под покровительство Козимо Старым с «нежных лет». Точно установить начало этого периода не представляется возможным но, по-видимому, общение будущего гуманиста с правителем Флоренции началось не позднее 1452 года. Не известен также характер их общения первые десять лет, и до какой степени была определяющей роль Козимо в выборе Марсилием платонизма в качестве интеллектуальной стези. В предисловии к изданию плотиновских «Эннеад» 1492 года, Фичино писал, что вдохновлённый речами Плифона Козимо, желая возродить учение Платона, «предназначил для столь важного дела меня, тогда ещё юнца, сына своего лучшего врача, имея в виду эту цель, он воспитывал меня изо дня в день». Уже в сентябре 1462 года последний благодарил и прославлял своего покровителя, упоминая об огромных благодеяниях — полученных томах Платона, имении в Кареджи, расположенном неподалёку от виллы самого Медичи и доме во Флоренции. Дома и рукопись, по стоимости превосходившая стоимость недвижимости, были переданы в пожизненное пользование. По какой причине Козимо избрал для реализации своих планов именно Марсилия, не известно. Возможно, на него произвели впечатление ранние фичиновские переводы орфических и гомеровских гимнов, а также «Теогонии» Гесиода. Так или иначе, Козимо был чрезвычайно заинтересован в результатах учёных занятий Фичино и регулярно с ним встречался, о чём свидетельствуют сохранившиеся записки мецената к философу. Марсилий успел посвятить своему покровителю перевод на латынь Герметического свода, десяти диалогов Платона, сочинений пифагорейцев, ученика Платона Спевсиппа и платоника II века Алкиноя. Последней своей волей умирающий Козимо повелел перевести рассуждения о смерти другого ученика Платона, Ксенократа. Позднее Фичино писал: «Конечно, многим я обязан нашему Платону, но, признаюсь, не меньшим — Козимо».
Преемник Козимо Старого во главе Флоренции, его сын Пьеро Подагрик, унаследовал финансовые обязательства отца по отношению к Фичино, но не его интерес к платоновской философии. Пьеро, воспитанному в традициях аристотелизма, была ближе школа Иоанна Аргиропула, ему он заказывал переводы Стагирита и Порфирия. При жизни Пьеро, умершего 1 декабря 1469 года, Фичино завершил перевод сочинений Платона, но, по-видимому, уже с 1465 года их философские беседы прекратились. Несравненно большей в судьбе флорентийского философа была роль сына Пьеро, Лоренцо Великолепного. Вероятно, они познакомились тогда, когда Фичино занял положение «домашнего философа» Козимо Старого. Документально зафиксировано, что Лоренцо присутствовал при чтении переводов «Парменида» и «Филеба» умирающему деду. Вряд ли Фичино вёл с Лоренцо какие-то занятия, это входило в обязанности Джентиле Бекки, но обсуждение философских вопросов между ними несомненно было. Несколько своих переводов Фичино посвятил Лоренцо ещё при жизни его отца, и инициативу проведения пира в память Платона 7 ноября 1468 года он приписывает «прославленному мужу Лоренцо Медичи». После смерти Пьеро Фичино все свои значительные произведения посвятил Лоренцо, который всячески подчёркивал своё покровительство главе Платоновской академии. Риторика совершенной платонической дружбы и любви между Фичино и Лоренцо Медичи подвергается некоторыми историками сомнению. По мнению итальянского историка Риккардо Фубини (Riccardo Fubini), их отношения никогда не были по-настоящему сердечными, а после 1474 года они окончательно испортились по причине политических разногласий. Некоторые письма Фичино дают основания сделать вывод о его сочувствии к участникам заговора Пацци, желавших свергнуть власть Медичи во Флоренции. Среди корреспондентов Фичино были убитые в день выступления 26 апреля 1478 года Якопо Браччолини, сын гуманиста Поджо Браччолини, и архиепископ Франческо Сальвиати. Последнего Фичино называл своим «покровителем, гарантирующим безопасность всех его начинаний». Молодому кардиналу Рафаэлю Риарио, чьё участие в заговоре осталась недоказанным, но от которого заговорщики ожидали политической поддержки, Фичино посвятил важный и получивший широкую известность трактат «Veritas de institutione pricipis». Российский историк О. Кудрявцев не соглашается с трактовкой Фубини, стремящегося представить Фичино в «респектабельном для либерального сознания европейца последних десятилетий XX века виде тираноненавистника».
Из детей скончавшегося 8 апреля 1492 года Лоренцо наибольшие надежды Фичино связывал с его средним сыном Джованни, которому в 1489 году, тогда 13-летнему, преподнёс перевод трактата Ямвлиха «О мистериях египтян, халдеев, ассирийцев». Тогда же его брату были посвящены переводы Михаила Пселла «О демонах» и Синезия «О сновидениях». Многое связывало Фичино с представителем другой ветви семейства Медичи, Лоренцо Пополано, известного как мецената и заказчика картин Боттичелли и Микеланджело. Именно Лоренцо в своём завещании Марсилий доверил заботы о своём погребении.

#### Друзья и просветительская деятельность
По устоявшейся в историографии традиции, сложившийся вокруг Фичино круг друзей и единомышленников называется «Платоновской академией». В ходе длившейся начиная с конца XVIII века дискуссии было высказано множество точек зрения на природу данного образования, от его строгой институциональной оформленности до полного отсутствия и мифологичности. Упоминания Академии у Фичино носят преимущественно метафорический характер, как «сады Академии», «в пределах коих Философии Платоном уготовано высокое положение и достодолжное уважение» и где «поэты услышат Аполлона, поющего под лавром; при входе в Академию ораторы увидят Меркурия, произносящего речь; в портике и во дворе правоведы и правители государств будут внимать самому Юпитеру, диктующему законы, устанавливающему права, повелевающему царствами. Наконец, во внутренних покоях философы узнают Сатурна, созерцателя небесных тайн». Семантика слова «Академия» у Фичино размыта, и включает также загородное поместье, которое ему подарил Козимо Медичи в Кареджи и другой дом, возможно во Флоренции, который он называл своим «гимнасием».
По мнению О. Кудрявцева, учёное товарищество вокруг Фичино, интересующееся его трудами и принимающее в них участие, стало складываться гораздо раньше 1462 года, к которому традиционно относят учреждение академии в Кареджи. Можно предположить, что уже к концу 1457 года молодой философ обладал у современников значительным авторитетом как толкователь Платона и древних авторов. Круг лиц, которых Фичино причислял к academicus'ам, довольно широк. В одном из написанных в конце жизни писем, Фичино составил перечень своих друзей, amicorum nostrum catalogus, в общей сложности 80 человек, разделённых на несколько категорий. В первую, «род героев» (genus heroicum), вошли восемь представителей семейства Медичи — Козимо, его дети и внуки. Оставшихся гуманист распределяет между 23 «друзьями-собеседниками» (familiares confabulatores), включая друзей юности и богатых покровителей, 14 лиц, с которыми сошёлся в зрелом возрасте, не относящихся к его «слушателям» и 35 молодых людей, которых Фичино из скромности не готов назвать своими учениками. Хотя Фичино не называет среди своих друзей представителей художественной культуры Флоренции, с некоторыми из них он был несомненно знаком. Доменико Гирландайо создал прижизненный портрет гуманиста, а также включил его изображение в одну из своих фресок. Идентификация Фичино как одного из персонажей фрески Козимо Росселли «Шествие со святыми дарами» в церкви Сант’Амброджо оспаривается. Также Фичино изображён на медали, созданной учениками Никколо Фьорентино.
В контексте споров об институциональном характере Платоновской академии локализацией Академии можно считать и принадлежавшую монашескому ордену камальдулов церковь церковь Санта Мария дельи Анджели. Основанный святым Ромуальдом в 1012 году, орден внёс значительный вклад в возрождение платоновского наследия. В качестве образца Ромуальд избрал восточную монашескую традицию, теоретиками которой были Иоанн Кассиан, Иоанн Лествичник и псевдо-Дионисий Ареопагит, что предопределило интерес его последователей к трудам греческих Отцов церкви. Центральной темой духовности отцов-пустынников, которую Ромуальд принёс в Италию, было богословие духовного восхождения (лат. scala perfectionis), которое у камальдулов приняло вид перехода от следования природным желаниям к желанию Бога. В 1430-х годах над переложением христианских платонистов работал магистр ордена, Амброджо Траверсари (ум. 1439) — его переводы послужили источниками при написании «Платоновского богословия». В философии Платона флорентийские камальдулы нашли надёжную опору, тогда как ренессансные платоники рассматривали жизнь камальдулов как воплощение платоновских принципов. В год рождения Фичино Козимо Медичи получил от Траверсари перевод «Жизнеописаний философов» Диогена Лаэртского, в котором оставивший земные блага Платон представал предшественником христианского монашества. Вместе Траверсари и Козимо возрождали традиции почитания мучеников во Флоренции. На средства Медичи была построена для камальдулов Ротонда Брунелески, в которой десятилетия спустя читал свои лекции Фичино.
Круг общения Фичино не ограничивался Академией. Возможно, он читал лекции в «Обществе магов» (Compagnia de' Magi), влиятельном братстве, состоявшем под патронажем Лоренцо Медичи. В середине 1460-х годов, желая сделать учение Платона о благе доступным всем желающим и по инициативе «лучших людей города», Фичино выступил в церкви дельи Анджели с публичными чтениями своих комментариев к диалогу «Филеб». По мнению Р. Марселя, среди инициаторов были поименованные в «Кальмадоленских беседах» Кристофоро Ландино (1473) члены платоновского и аристотелевского кружков Флоренции. Последние образовывали известное с 1450-х годов «Собрание Флорентийской академии» под руководством Иоанна Аргиропула. Лекции, которые по мнению А. Филда представляли первый в Европе университетский курс, основанный не на текстах Аристотеля, были доступны для всех желающих. Выступления Фичино у камальдулов продолжались многие годы, не всегда, впрочем, вызывая одобрение орденского руководства. В декабре 1487 года глава ордена Пётр Дольфин раздражённо порицал настоятеля храма, допустившего предоставление места у алтаря философу и превращение места, отведённого для молитв, в школу для мирян. Тем не менее, выступления Фичино продолжались, и в декабре 1488 года Фичино ежедневно выступал с проповедями в церкви Ангелов, а незадолго до смерти в Ротонде он комментировал Послание к Римлянам апостола Павла.

#### Церковная карьера
Глубоко и разнообразно влияние христианского богословия на философию Фичино. Из библейских источников он наиболее часто ссылается на Псалтирь и послания апостола Павла, а из отцов Церкви — на Августина, которого он рассматривал как пример христианского платоника. Из греческого богословия он выделял, прежде всего, Афинагора (II век), Синезия (IV—V век) и псевдо-Дионисия Ареопагита (VI век). Афинагор и Дионисий, произведения которого во времена Фичино датировались I веком, в глазах флорентийского философа наиболее полно выражали связь между платонической и христианской традициями, имеющими в своей основе божественное откровение. Христианские аллюзии в произведениях Фичино повсеместны. К числу его чисто богословских работ принадлежит трактат «О христианской религии», несколько писем, проповеди («Praedicationes») и незавершённые комментарии на послания Павла. Несомненно, что Фичино выделял Павла среди апостолов, рассматривая его как христианского философа и выдающегося мудреца, которому было ниспослано откровение.
Согласно распространённой точке зрения, в период между 1468 и 1475 годами Фичино испытал душевный кризис. По мнению Р. Марселя кризис имел религиозную, философскую или политическую (запрет папой Павлом II Римской академии) подоплёку, тогда как Ваутер Ханеграфф полагает, что имела место несчастная любовь к Джованни Кавальканти. Так или иначе, результатом душевных терзаний стало написание комментария к «Пиру» («De Amore») и принятие сана священника. Фичино был посвящён в диаконы 18 сентября 1473 года в капелле святого Винсента архиепископского дворца Флоренции монсеньором Джулиано ди Антонио. Три месяца спустя, 18 декабря, там же он был рукоположён в священники от лица кардинала Пьетро Риарио. Непосредственные причины такого поступка философа не известны. Согласно Корси, решение Фичино было вызвано депрессией и меланхолией, и многие современные биографы принимают такую точку зрения. По предположению мальтийского богослова Петера Серрачино-Ингло, принятие Фичино сана священника и диакона стало результатом его глубоких размышлений о взаимосвязи философии и религии. В его представлении Платон и Сократ были своего рода не рукоположёнными первосвященниками, призванными врачевать любые болезни, телесные и духовные. В письме от 15 сентября 1489 года он пояснил свою мысль, приведя в пример Христа, который, в его интерпретации, указал священникам врачевать травами и камнями, если не могут исцелять словом. Некоторые другие высказывания Фичино дают основания предполагать, что он рассматривал священство как источник сверхъестественных сил, подобных божественным.
В январе 1474 года Фичино был избран священником приходской церкви Сан Кристофано в районе Новоли. Годом позже, по случаю празднования юбилея, он и его престарелые родители получили от папы Сикста IV индульгенцию. В том же году Фичино завершил работу над трактатом «О христианской религии» который, когда книга была издана в итальянском переводе, разослал своим друзьям дабы продемонстрировать серьёзность своего отношения к священническим обязанностям. В марте 1487 года Фичино был назначен каноником Флорентийского собора, после того, как на этот пост отказался претендовать сын Лоренцо, Джованни, будущий папа Лев X. Вероятно, отношения философа с семейством Медичи, окончательно восстановились, поскольку Лоренцо собирался выдвинуть его на пост епископа Кортоны.
На протяжении всей своей взрослой жизни Фичино поддерживал отношения с церковными иерархами. Его переписка с членами Римской курии, помимо обычных литературных и философских тем, нередко затрагивала политические вопросы. Эпистолярное общение Фичино с кардиналами началось уже в 1450-х. В 1459 году Фичино переписывался с Франческо Патрици, другом папы Пия II и будущим епископом Гаэты. Близким другом и почитателем молодого Фичино был наставник папы Павла II епископ Антонио дельи Альи; Антоний упоминается в комментарии «О любви» к диалогу «Пир». В понтификат Павла II, возможно, в начале 1469 года, Марсилий посетил Рим. Тем же годом датируется письмо от кардинала Виссариона Никейского, выдающегося гуманиста греческого происхождения, в котором тот сердечно приветствует коллегу и сообщает об отправке подарка — недавно изданного трактата в защиту Платона. В 1490 году и позднее, лишившись поддержки Медичи, Фичино нередко искал поддержки курии при издании своих новых произведений.

### Последние годы жизни
Последнее десятилетие жизни Фичино пришлось на бурный период в истории Флоренции. Весной 1490 года в город вернулся ранее изгнанный проповедник Джироламо Савонарола, и его преданными сторонниками стали Пико и Полициано. Апокалиптические проповеди Савонаролы быстро привлекли к нему внимание, и в 1491 году ему была предоставлена возможность выступать в Санта-Мария-дель-Фьоре. Оттуда он осыпал проклятиями и изобличал философов, учёных, содомитов и продажных церковников. Судя по письмам того времени, Фичино не принимал его критику на свой счёт. Наследовавший Лоренцо Великолепному Пьеро Глупый не смог удержать ситуацию под контролем, и в 1494 году Медичи бежали из города. Тем временем французская армия захватила Пизу, а в декабре были отравлены Пико и Полициано. Для Фичино эти события означали конец надежд на осуществление окончательного издания сочинений Платона. В июле 1498 года он вынужден был покинуть город, спасаясь от эпидемии чумы и общей тревожности. Вернулся во Флоренцию Марсилио уже после гибели Савонаролы (май 1498 года), в сентябре участвовал в заседании соборного капитула, но уже к ноябрю вновь уехал. Несмотря на все потрясения, в 1480—1490-е годы Фичино продолжил исследовать традицию «благочестивой философии». Завершив перевод всех 54 трактатов, входящих в «Эннеады» Плотина (1484 — январь 1486), он приступил к их комментированию; перевод и комментарии были изданы во Флоренции в мае 1492 года. Затем Фичино переводит на латынь и комментирует сочинения Порфирия, Ямвлиха, Прокла, Дионисия Ареопагита («Мистическое богословие» весной 1491 года, «О божественных именах» в 1494 году), Михаила Пселла и других. В 1492 году Фичино написал трактат «О солнце и свете» (опубликован 1493), а в 1494 году завершил обширные толкования к нескольким диалогам Платона. Двигаясь вспять к истокам истинной религии, в конце 1490-х годов он приступил к комментированию посланий Павла, но успел завершить работу только над «Посланием к римлянам».
27 сентября 1499 года датировано завещание, исполнителями которого Фичино назначил семь братьев из монастыря Сан-Марко. Подробные распоряжения касались ежегодных поминовений в день его рождения, раздачи небольших сумм беднякам Новоли и Помино. Движимое и недвижимое имущество распределялось между братьями, племянниками и слугами. 1 октября философ скончался в результате мучительного приступа болезни. В ходе торжественной церемонии надгробную речь произнёс канцлер республики Марчелло Алриани. Множество людей разного звания пришло в последний раз почтить Фичино, прах которого, по единодушному решению его собратьев-каноников, был предан погребению в кафедральном соборе.

## Философские взгляды

### Основания метафизики Фичино
Согласно Чарльзу Лору, метафизика флорентийских платоников стала реакцией на неспособность секуляризованного аверроизма, клерикализованного католицизма и бездуховного номинализма выразить потребности стремительно расширяющей своё влияние флорентийской знати. В такой ситуации для Фичино решением стало новаторское прочтение Платона, объединяющее учение античного философа с христианским богословием и мистицизмом Герметического корпуса. Выбирая между христианской концепцией сотворения мира из ничего и учением об эманации неоплатоников, Фичино преимущественно следовал первой. Описывая Бога как «благо» или «бесконечное благо», флорентиец подразумевал не уровень морального совершенства, а включение Богом в себя всех прочих совершенств. Поскольку действие более совершенно, чем бездействие, Бог деятелен. Конкретная реализация вселенной определяется тем же принципом совершенства (perfection), поскольку все вещи имеют источником своего бытия совершенное бытие Бога. Вслед за неоплатониками Фичино разделяет зарождение вещей, как порождение из причины, и их развитие, то есть стремление к конечной цели. В комментарии к псевдо-Дионисию Ареопагиту Фичино рассматривает онтологический статус зла. В материальном мире оно самостоятельно не существует, являясь лишь отсутствием благости или недостаточной выраженностью положительного качества. В сфере человеческих отношений зло следует рассматривать исходя из воли и предметов, на которые она направлена. Предметами воли могут быть лишь вещи созданные Богом, то есть благие по своей сути. В результате, злом согласно Фичино можно считать лишь направленность воли не к общему благу, которое есть Бог, а к некоторому частному и конечному благу. Совершенство мира определяется не только благостью его субстанции, но и универсальным природным порядком, который состоит в том, что природа не испытывает недостатка в необходимых вещах, и не переполнена избыточными. Таким образом, всё в мире для чего-то нужно.
Исследователи выделяют ряд базовых установок, которыми Фичино руководствовался в своей метафизике. Основным из них является восходящее к Аристотелю понимание мира через его заполненность субстанцией. Впервые иерархическое понимание бытия появилось у Плотина, и через посредство псевдо-Дионисия Ареопагита было воспринято средневековой мыслью. В отличие от неоплатоников, постулировавших порождение нижних сфер реальности из верхних, схоласты рассматривали сферы как независимо соотнесённые Богу. Описывая метафизическую иерархию реальности, Фичино в своих ранних трудах использует плотиновскую схему в неизменном виде, а в более поздних можно обнаружить обе. По наблюдению П. Кристеллера, для перехода от рассуждений о фундаментальных свойств бытия к теории взаимосвязи частей мироздания Фичино использует широкий арсенал средств: унаследованные от Платона и Плотина или собственного изобретения метафоры и символы. Применимость символического знания подразумевает наличие субстанциальной связи между различными явлениями, что, в свою очередь, следует у Фичино из принимаемого им принципа пространственной непрерывности свойств. Принципом непрерывности, равно как и вытекающим из него принципом среднего («Не может не быть среднего между крайностями») Фичино неоднократно пользовался в своей философской аргументации, в частности, при опровержении учения о монопсихизме аверроистов. Также исследователи находят в рассуждениях флорентийского философа медицинские аналогии и использование богатого словаря, выработанного средневековой медициной для описания сложных недоступных непосредственному наблюдению процессов в человеческом организме.

### Учение об уровнях бытия
Важным вкладом Фичино в метафизику стала оригинальная трактовка неоплатонического учения об онтологических ипостасях. Основным постулатом метафизики Плотина и его предшественников из числа средних платоников, является существование неких фундаментальных субстанций, организованных в иерархию последовательных эманаций, начиная с Единого. Выделяют как минимум две версии космогонии Фичино, раннюю, изложенную в комментариях к «Пиру» и «Тимею», и окончательную, сформулированную в «Платоновском богословии». В комментарии к «Пиру» (1469), ссылаясь на богословов, он помещает благо (то есть Бога) в центре, а красоту на периферии. Красота исходит от Бога как лучи, пронизывая четыре круга, вращающиеся вокруг него. Такой луч формирует в указанных кругах все виды идей в ангельских умах, разумы в душах, «семена» в природе и формы в материи. Таким образом, Фичино постулирует существование пяти божественных ипостасей — Ум, Душа, Тело, между душой и телом промежуточную ипостась природы, и Единого Бога. Бог рассматривается Фичино как бесконечное высшее существо, деятельность которого порождает мир вещей в процессе постепенного творения (эманации). Человек занимает особое место в мире в силу того, что его душа находится в серединном положении между божественным и материальным. Именно душа олицетворяет связь между телами в природе, помогая им подняться до ангелов и даже высшего божественного существа. Благодаря наделённости души способностью к познанию, все ступени бытия могут вновь возвращаться в божественное единство. Человек — это микрокосмос, познающий макрокосмос, а способность к познанию представляет собой главное достоинство человека, сливающегося с Богом на высшей ступени познания. Идеи осуществляют коммуникацию между Богом и умом, мысли — между умом и душой, «семена» между душой и природой, и формы между природой и материей. Материальные формы, в отличие от первых трёх аспектов, не раскрывают реальной природы вещей. Согласно Фичино, любовь сообщает всем вещам «желание умножаться», что у растений и животных соответствует желанию размножения. В то же время и душа, которая более значима чем тело, содержит в себе изначально «семена» всего, что может быть присуще ей — морали, искусств и науки.
В комментарии к «Тимею» («Compendium in Timaeum», 1484—1496) Фичино уточняет своё понимание платоновской концепции природы (physis), помещая её в градации совершенств ниже души — поскольку душа не зависит от материи, но выше формы, поскольку природа содержит в себе все понятия (logoi) и наполняет их все жизнью. Цитируя Прокла, Фичино говорит о том, что природа не имеет преград и даёт жизнь посредством «дыхания» (pneuma). Не придерживаясь строго определённой схемы выделения уровней эманации, в комментарии к «Тимею» флорентиец говорит о шести мирах, называя пятым природу вещей, «семенной мир» (mundus seminarius), а шестым — происходящий от него мир телесный. Относительно учения о «семенных логосах» (др.-греч. λόγοι σπερματικοί) у Фичино существуют разные точки зрения. По мнению американского историка Марианны Хоровитц, Фичино лишь использовал платоновские и плотиновские примеры, демонстрирующие существование врождённых идей, для утверждения стоической эпистемологии, предполагавшей, что в душе человека уже содержатся «семена» или принципы добродетели и всякого знания. Дж. Петерсон и Дж. Снайдер показали, что учение о естественных изменениях Фичино наиболее адекватно можно объяснить через эмбриологию Галена. Терминологическую неоднородность в различных трудах Фичино проанализировал Х. Хираи (Hiroshi Hirai). По его мнению, философия Плотина была парадигмой для мысли Фичино, а фундаментальной метафорой для её понимания следует считать процессы в растительном царстве.
В завершённом в 1474 году «Платоновском богословии» Фичино выстраивает другой порядок ипостасей — Единое, Ум (или Ангел), Душа, Качество и Тело. По мнению П. Кристеллера, итоговая пятичленная формула является оригинальным изобретением флорентийского философа, позволившим ему поставить на центральное место душу, подчеркнув тем самым её значение как скрепы мира. Хотя в «Эннеадах» явный перечень уровней бытия не приводится, Кристеллер возводит схематизацию Фичино к теории Плотина. Майкл Аллен, прослеживая различные подходы у античных неоплатоников к проблеме числа ипостасей, отводит роль основного источника комментарию Прокла к «Пармениду». Как и у Плотина, метафизика Фичино построена вокруг отношения человека с божеством, то есть Души и Единого посредством Ума. Однако, в отличие от неоплатоников, Бог у Фичино не утрачивает связи со своим творением, он персонален, знает себя и все вещи, первопричиной которых является, в себе. Фичино отвергает прямое отождествление первых трёх ипостасей бытия с христианской Троицей, но приписывает некоторые атрибуты Ума Богу и ангелам. Поскольку все вещи у Фичино подчинены некоторой цели, бытие явлений тварного мира некоторым образом необходимо. Отношение Бога к явлениям не обусловлено детерминизмом их эманации, но контингентно вследствие его любви к миру. Любовь распространяется в обе стороны, от Бога к миру и в противоположном направлении. Таким образом, у Фичино между ипостасями реальности нет непреодолимого барьера.

### Антропология Фичино

#### Душа и учение о спасении
Продолжая древнюю традицию христианского платонизма, Марсилио Фичино приложил значительные усилия обоснования богословских доктрин средствами философии Платона. По мнению американского историка Чарльза Тринкеуса (Charles Trinkaus), философскую и антропологическую мысль Фичино следует рассматривать в контексте религиозных практик и предрассудков позднего Средневековья. Новое, ренессансное, представление о человечестве, которое «не ожидает кротко помощи от квазиангельского духовенства, не лежит в оцепенении разложения, как гниющие овощи, ожидая, когда из мусора будут сорваны несколько здоровых плодов, но как живое, активное и напористое, хитро созидающее, штурмующее врата рая», сформировалось в специфической гуманистической среде, многие представители которой получили религиозное образование, были членами монашеских орденов или рукоположёнными священниками. Тринкеус полагает, что потребность в таком переосмыслении и новом синтезе христианских моральных установлений возникла в условиях многочисленных войн и прочих бедствий эпохи. В предисловии к «Платоновскому богословию» Фичино заявляет о намерении восстановить почитание Бога и сформировать новое понимание человеческой природы. В отличие о других гуманистов, находивших вдохновение в трудах ранних отцов Церкви, прежде всего Августина, Фичино в своих рассуждениях опирается на учение Платона и его последователей, полагая платоновскую традицию в целом находящейся в соответствии с христианской.
В претерпевшем гуманистическую трансформацию учении неоплатоников мировая душа больше не некая первичная Душа, а Душа вообще, к которой сопричастны все человеческие души. Последние, в свою очередь, рождаются от Бога и затем, получив «астральное тело», буквально падают по Млечному Пути на Землю. Душа выступает посредником между материальным миром и миром идей, распространяя «семенные логосы» как формы. В мире логосы себя проявляют разнообразно, через силы и знаки, и задача человеческой души распознать их и духовно расти с их помощью. Правильным образом применённое искусство врачевания окажет воздействие не только на тело, но также усилит воображение и раскроет поэтический или музыкальный талант. Человеку доступна не только идущая от Бога магия, с помощью которой можно менять мир в направлении добра, к мировой душе можно обратиться и через злокозненных демонов. Обосновывая тезис о значении человека, Фичино указывает на замечательные достижения его разума, проявляющейся в науках и искусствах изобретательности, господство во всех сферах мира. Несмотря на свою телесность, разум у человека божественный, и потому его можно назвать богом на земле. Двойственность положения человека, наличие в нём высокого и низкого начал, телесная бренность и способность осознать вечность, представляется Фичино абсурдной. Постоянное стремление человека превзойти себя помещает его на грань между временем и вечностью, устремляет в будущее. В таком «беспокойстве души» (лат. inquietudo animi) Фичино видит доказательство божественности человеческой души. В антропологии Фичино нет места схоластическому различению между пониманием человека как «образа» (imago) или «подобия» (simulitudo) божьего, отражающего различие в состоянии до и после грехопадения. В его трактовке сверхъестественное преображение посредством благодати избыточно, поскольку человек по своей природе является результатом эманации божества.
Представление о человеке как образе Бога приводит Фичино к пониманию одновременной природности и божественности религиозного знания. Религия, как философ заявляет в одной из своих проповедей, есть то, что отличает человека от животного. Хотя человек может и должен быть как Бог на земле, такое состояние не достигается самопроизвольно. В своих заботах по преодолению тягот материального мира душа должна преодолеть многочисленные и серьёзные препятствия. Грех, которым в богословии Фичино является отклонением души от божественного порядка вещей, не предопределён исторически, но его возможность обусловлена человеческой природой. Пытаясь в трактате «О христианской религии» примирить свои взгляды с ортодоксальным учением Фомы Аквинского, Фичино неизбежно приходит к противоречиям но, тем не менее, не высказывает еретических мнений о возможности самостоятельного искупления. Сотериологии Фичино уделяет не очень много внимания, но ясно называет Христа основанием спасения. Своим примером Христос восстанавливает утраченную направленности души к Богу и даёт силы для такого движения. Искупление Фичино описывает как поступательное движение души к Богу через сферы бытия. Подробно данный процесс, движущими силами которого являются вера, Надежда, Любовь, он анализирует в своих комментариях на Послание к Римлянам.
В духе христианской традиции Фичино помещает спасение за пределами человеческой жизни. Эсхатологические темы и проблема бессмертия души у него тесно связаны и рассматриваются последовательно в завершающих главах «Платоновского богословия». Смерть Фичино характеризует как совершенную форму созерцания, поскольку в обоих случаях душа отделяется от тела. «Размышления о смерти» (meditatio mortis) дают необходимый духовный опыт, постепенно освобождая от влияния чувственного мира. Значение души в качестве посредника между интеллигибельным и материальным мирами у Фичино объясняется через учение об appetitus naturalis или «природных движениях», то есть предрасположенности вещей скорее к чему-то одному, нежели к другому вследствие природной расположенности и любви. Например, благодаря «врождённому аппетиту» тяжёлые предметы падают по прямой, а корни деревьев растут в сторону влаги. Движение, однако, не бесконечно, и неизбежно приводит к некоторому естественному состоянию. Отсюда вытекает решение центральной для Фичино проблемы. Поскольку каждое движение способно иногда достичь своей цели и каждая попытка природы, направленная на создание определённой природной формы, может создать эту форму, устремление души к Богу не может быть тщетным, но должно в какой-то момент достичь конечной цели. Поскольку данный результат не достигается при жизни, он неизбежно реализуется после смерти.

#### «Неистовства» и познание мира
Согласно Платону, или же Сократу, от лица которого в «Федре» излагается учение о «божественных неистовствах», насчитывается четыре особых состояния человеческой психики: «вдохновенное прорицание мы возвели к Аполлону, посвящение в таинства — к Дионису, творческое неистовство — к Музам, четвёртую же часть к Афродите и Эроту — и утверждали, что любовное неистовство всех лучше». В своих произведениях Фичино неоднократно затрагивал проблему «неистовств». В адресованном Перегрино Альи (Peregrino Agli) письме, известном под названием «О божественном неистовстве» (De divino furore, 1457 или 1462 год), он объясняет, как душа, получив крылья, отделяется от тела и устремляется в небеса. Переход (abstractio) осуществляется посредством «неистовства», которое у Фичино четырёхчастно — в отличие от Платона, полагающего свои состояния отдельными и независимыми. В письме приводятся описания каждого из переживаний, но наибольшее внимание уделяется вызываемой прекрасными образами любви и поэтическим переживаниям, производимым гармоничной, отражающей порядок Вселенной, музыкой. Поэтов и музыкантов можно назвать сосудами или орудиями божества, не вполне сознающих источники своего вдохновения. Таинственное «телестическое» неистовство Фичино связывает с поклонением богам и религиозными церемониями. Прорицание, объясняет он, возможно тогда, когда отделённый от тела разум движется божественным одухотворением (divino instinctu). Фичино соглашается с предложенным Платоном соотнесением состояний с богами, но дополнительно вводит подразделение на их истинные и ложные проявления. Божественной любви противостоит «иррациональная, обывательская и полностью безумная» любовь телесных удовольствий; истинная музыка и поэзия противопоставляются лишённому вдохновения мастерства вульгарным и поверхностным искусствам; антагонистом таинств он называет суеверия и, наконец, пророчествам противостоят основанные на осведомлённости догадки.
В комментарий к диалогу «Пир» (1469, известен также под названием «О любви») изменяется иерархический порядок неистовств: вначале поэтическое, затем таинственное, пророческое и любовное. Философ выражает намерение «врачевать души», выводя их из состояния бреда, восстанавливая здравомыслие. В такой трактовке именно постоянное беспокойство души, её отдельные переживания и страсти, являются ничем иным, как болезнь, сном и бредом безумца. Высшие проявления заключённой в теле души спят, а низшие подвержены разнообразным пертурбациям. В качестве лечения Фичино предлагает последовательно воздействовать на душу музыкой для восстановления гармонии, служением Богу для восстановления единства направленности, получить от Аполлона пророческий дар, и вернуть душу к её истокам посредством любви. Фичино определяет любовь не только как желание божественной красоты, но и в более христианском смысле, как стремление к благу. Завершая рассмотрение вопроса в «О любви» (7.14), Фичино связывает четыре неистовства с четырьмя стадиями мастерства возничего, которому Платон уподобляет душу. Вначале путь возничего беспорядочен, поскольку кони его плохи, постепенно ситуация улучшается, и колесница души достигает Единого.
В главе XIII.2 «Платоновского богословия» Фичино рассматривает «экстатические» состояния, характерные для философов, поэтов, священников и пророков. Фичино доказывает, что для получения нового важного знания душе необходимо покинуть тело и «найти прибежище в цитадели души». В качестве примеров он приводит поэтов, неспособных контролировать своё вдохновение, и необразованных апостолов, превратившихся в богодухновенных богословов, и впадающих в транс священнослужителей. Как отмечает нидерландский культуролог Ваутер Ханеграфф, даже обсуждая семь способов, какими разумная душа провидцев теряет связи с телом (vacatio), Фичино не уходит в область паранормального и представляет предмет своих исследований как высшую отрасль рационального знания. Постижение реальности Фичино объясняет непрерывной, не осознаваемой на сознательном уровне деятельностью души. Осознание происходит тогда, когда «срединная способность», то есть разум и воображение (phantasia), не обратят душу к воспринимаемым через зрение и слух внешним раздражителям. Для того, чтобы инструменты «срединной способности», обычно обращённые к повседневным делам, могли возвыситься до полного видения вещей, душа должна отвлечься от явлений практической жизни и перейти в состоянии отрешённого восприятия, умозрительной vacatio.

#### Красота и любовь
Для платоников эпохи Возрождения представлялось несомненным, что в онтологическом смысле интеллектуальное начало стоит выше телесного. Как следствие, все материальные проявления в жизни человека соотносились с духовными, а обратное считалось абсурдным. Источником понимания красоты у Фичино немецкий философ Эрнст Кассирер называет учение о «внутренней форме» Плотина. Причина, по которой красота глубоко отзывается в чувствах в том, что благодаря ей в чувственном мире возникают предметы, существующие в мире потустороннем. Определение Плотина оказало глубокое влияние на учение Августина об интеллигибельном мире, в котором идеи являются не независимыми сущностями, а мыслями Бога. Соответственно, в рамках христианского платонизма под красотой чувственно воспринимаемых вещей понималось выражение присущих им божественной природы. Практически в таком же смысле красоту понимал и Фичино. Как отмечает французский искусствовед Андре Шастель, в эстетической концепции Фичино математические пропорции являются лишь первым уровнем совершенства, окончательно достигаемого в только в Боге. Подлинная «красота разумного света» существует только в царстве Ума (Mens), который выше Разума (Ratio) и его «красоты души». За такой аналогией стоит более общая концепция взаимосвязи бесчисленных идей Вселенной, переплетённых в чувственном мире. Когда мощный свет изливается на эту внутреннюю связь, возникает впечатление полноты, которое и есть сущностная гармония. Таким образом, поднявшись выше обыденных ощущений, можно увидеть движение, сияние и переход одного в другое, составляющие действительность мира в категориях красоты. Её великолепие, превышающие обычные возможности чувств, может быть выражено лишь в световых терминах, поскольку свет — то же, что дух, и является как «некое божество, воспроизводящее богоподобие в храме нашего мира». В человеческих существах красота проявляется трояко: красотой души, видимого тела и слышимых звуков. Прочие характеристики, воспринимаемые «низшими» органами чувств (вкуса, обоняния и осязания), не могут вызывать похоть и безумие.
В 1474 году, углубляя данное в комментарии к «Пиру» определение красоты, Фичино писал Джованни Кавальканти, что «красота тела заключается не в материальной тени, но в ясности и грации формы, не в тёмной массе, но в некоторого рода ясной пропорции, не в косной и оцепенелой тяжести, но в числе и надлежащей мере». Более того, красота настолько чужда материи, никогда не соединилась бы с ней, если бы не воздействие трёх «бестелесных приготовлений» — порядка, меры и формы (ordo, modus, species), задающих пропорции и размеры идеального тела. Красота не только выступает в качестве организующего начала мира, но и, являя мирозданию лик Бога, побуждает творения искать соединения с ним, направляя на путь спасения. Определяя красоту (pulcheritudo) как грацию (gratia), Фичино подразумевает в том числе и другое значение слова, благодать (gratia dei). В «Платоновском богословии» любовь трактуется как фундаментальная основа истинной философии, желание красоты, направляющее душу на всём её пути к божественному. Красота действует силой внушаемой ею любви и способностью соединять прекрасное с безо́бразным. В другом своём качестве любовь выступает хранителем всего, «наставником и распорядителем искусств». Будучи по своей сути благом, красота отражает ту его ипостась, которая начинает в Боге и к Богу влечёт. Две другие — любовь, переходящая в мир и захватывающая его, и наслаждение, поскольку «возвращаясь к Создателю, соединяет Его с собственным Его же произведением». В качестве космической силы любовь стремится к красоте на всех уровнях бытия, высших и низших. Толкуя изложенный в «Пире» миф о двух Эротах и соответствующих им двух Венерах, «небесной» и «пошлой», Фичино о первой говорит, что одна жаждет познания небесной красоты, а второй приписывает желание воплотить красоту в мироустройстве; первая родилась от Урана без матери и находится в ангельском Уме, вторая от Юпитера и Дионы и помещается в мировой душе. Обе они стремятся к порождению красоты, «Венера небесная стремится силою своего ума воспроизвести в себе самой как можно точнее красоту божественных вещей, Венера пошлая — воспринятую ею свыше благодаря плодородию божественного семени красоту воспроизвести в материи мира». Обе они, однако, отражают божественный образ, «добродетельны и заслуживают поклонения». То, что вторую Венеру часто называют «демоном зла», по Фичино, по сути не верно, но она действительно может помешать душе размышлять о благе. Впрочем, в более поздних работах он отказывает второй Венере в добродетелях, обвиняя её в лицемерной дружбе и краже жизненной энергии ради размножения.
Согласно Паулю Кристеллеру, «платоническая любовь» Фичино подразумевала привязанность, дружбу и лишённые сексуальности отношения приязни. Тем не менее, в его трудах субъектом и объектом любовных отношений являются практически исключительно мужчины. Гомоэротическая тема, актуальная в Италии во времена Данте, вновь стала предметом широкого обсуждения в 1426 году в связи со сборником непристойных эпиграмм Антонио Беккаделли «Гермафродит», посвящённого Козимо Медичи, а затем в ходе полемики второй половины 1450-х годов с византийскими эмигрантами о сочинениях Платона. Противником проповеди гомосексуальных отношений у автора «Федра» выступал Георгий Трапезундский, возвышенность платонической морали, основанной на очистительной силе любви защищал кардинал Виссарион Никейский. В следующие десятилетия Флоренция, в представлении проповедников, и прежде всего Джироламо Савонаролы, уподобилась Содому, а многих выдающихся художников города подозревали в грехе однополой любви. В период «Пира», Фичино пишет, что «платоновской семье» свойственна «страстная любовь к телесной и нравственной красоте людей». Прославляя в своём комментарии «сократическую любовь», возвышенные отношения учителя и ученика, Фичино имел в виду прежде всего своего молодого друга Джованни Кавальканти. Развитию их «страстных, сердечных, без всякого намёка на что-либо постыдное любовных отношений» (по определению А. Шастеля), посвящена их обширная переписка. В отличие от Леонардо Бруни, устранившего из своего перевода всякие намёки на однополую любовь, перевод Фичино в данном отношении точен. Комментарий «De Amore» был построен им в форме, аналогичной той, что избрал Платон в «Пире», то есть последовательности из семи речей, и Кавальканти выступил с комментарием на первые три из них. Свой рассказ поэт начал с описания Федра как объекта страстной любви Сократа, и истолковывая любовь как сквозную тему диалогов «Пир» и «Федр». Разницу в двух данных произведения Фичино видит в том, что если в «Пире» говорится прежде всего о любви, а о красоте как её следствии, то в «Федре» акценты расставлены противоположным образом. Учитывая, что «Федр» считается первым диалогом Платона, гомоэротические отношения между Сократом и Федром могут быть рассмотрены как лежащие в основе платоновской мысли. Любовь возникает под действием красоты в сознании любящего, и потому является чисто духовным феноменом. Комментируя речь Федра, Кавальканти заявляет, что «желание коитуса и любовь не только не одна и та же эмоция, а прямо противоположная». В последней главе «De Amore» прямо говорится, что проще всего достигается любовь между мужчинами, или с женщинами, демонстрирующими мужские черты характера. Примером «вульгарной» любви, рассмотрению которой Фичино уделил много внимания, являются отношения между Федром и Лисием, где последний выступал любящей стороной.

#### Рецепты здоровой жизни
На протяжении всей жизни Фичино не отличался крепким здоровьем. Согласно Корси, «он был очень малого роста, телом худ и немного горбат. Говорил запинаясь и шепелявя, впрочем, не без приятности. Голени и руки от локтя, особенно же кисти, были длинноваты». По мнению философа, причиной тому был его крайне неблагоприятный гороскоп. К проблеме взаимосвязи астрологии и здоровья он постоянно обращался в своей переписке с друзьями и покровителями. Рассмотрение проблематики здорового образа жизни в трактате «О жизни» стало первым в истории исследованием здоровья интеллектуалов и первым, посвящённым поведенческим особенностям некоторой профессиональной группы. По оценке Э. Гарэна данное произведение является «одним из наиболее странных и самым сложным» из вышедших из под пера философа, уступая разве что его «Советам, как противостоять чуме». Оба трактата выдержали множество переизданий, благодаря чему попали в составленный Джорджем Сартоном список инкунабул-бестселлеров. В «Трёх книгах» перечисляются «пять главнейших врагов учёного: флегма, чёрная жёлчь, соитие, переедание и утренний сон». Первые две опасности отсылают к известной с античности гуморальной теории. Развившись из учения пифагорейца Алкмеона Кротонского о здоровье как равновесии различных качеств, она была позднее дополнена концепцией четырёх стихий Эмпедокла. Сложившееся в V веке до н. э. деление на четыре гумора, в котором чёрной жёлчи соответствовала меланхолия, сохранилось в неизменном виде до Средних веков. В IV веке до н. э. у перипатетиков понятие меланхолии было сопоставлено с «божественным безумием» (др.-греч. θεία μανία) Платона и Сократа, и распространено на обычных людей как один из базовых темпераментов. Дальнейшая разработка понятия меланхолии была произведена в трудах Августина и средневековых схоластов. В конце XIII века в Европе от арабов была вновь заимствована идея о «детях Сатурна», то есть тех, кто родился под знаком соответствующей планеты. Постепенно среди черт характера, приписываемым таким людям, появился и меланхолический темперамент. Соотнесение меланхолии с высшими видами интеллектуальной деятельности связано с возрождением античного идеала созерцательной жизни у ранних итальянских и немецких гуманистов. Первым всеобъемлющее исследование меланхолии предпринял именно Марсилио Фичино, согласно гороскопу относившийся к «детям Сатурна». Рассматривая Сатурн как несчастливую звезду, что в его случае усугублялось дополнительными неблагоприятными астрологическими обстоятельствами, он считал необходимым компенсировать её влияние средствами медицины и магии неоплатоников.
В одном из написанных в 1470-х годах писем к Джованни Кавальканти Фичино подробно анализирует болезненное для него эмоциональное состояние упадка сил и безразличия. Избавиться от приступа меланхолии философу помогало только музицирование, но важность проблемы требовала теоретического осмысления. В качестве общего решения Фичино рассматривает две возможности: признать, что меланхолия исходит не от Сатурна, либо, следуя Аристотелю, признать её высшим даром. В написанном спустя несколько лет трактате «О стяжании жизни с небес» Фичино избирает второй путь. Чёрная жёлчь меланхолии, по его мнению, благодаря своей проницающей способности способствует проницательности мысли; она же и возвышает, так как соответствует высшей из планет. Все studiosi предрасположены к меланхолии если не в силу гороскопа, то по роду своих занятий. В трактате рассматриваются способы борьбы с меланхолией у учёных, возникающей вследствие того, что лица умственного труда находятся под покровительством Сатурна, отвечающего также за меланхолический темперамент. В качестве рекомендации Фичино даёт учёным совет избегать связанных с Сатурном предметов и, напротив, окружать себя растениями, животными и минералами, принадлежащими более жизнерадостным Солнцу, Юпитеру и Венере. Наиболее благотворны насыщенное духом Солнца и Юпитера золото и золотистые цветы крокуса. Полезны также диета и правильный образ жизни: вино, ароматная еда, благовония, чистый воздух и занятия музыкой. Из всех средств против меланхолии, музыку Фичино считал наиболее действенной благодаря сродству среды, в которой она распространяется — воздуху — с человеческим духом. Таким образом, в иерархии чувственных восприятий Фичино слух ставит выше вкуса, обоняния и осязания. Преимущество слуха также вытекало из его возможности восприятия движения, в том числе и перед зрением, которое, как считалось, поставляет в мозг только серии статичных изображений. Благотворное влияние Сатурна не ограничивалось противостоянием меланхолии — его пронизывающие весь космос лучи, обладающие оптимальным соотношением теплоты и влажности, способствуют пищеварительной, выделительной и репродуктивной способностям организма.
Главнейшей опасностью, «первым чудовищем», подстерегающим учёного, Фичино называет «Венерино соитие», «особенно если в нём хоть немного переусердствовать: ведь оно сразу истощает духи (spiritus), в особенности наитончайшие, ослабляет мозг, производит расстройство в желудке и груди». Соглашаясь с Гиппократом он уподобляет соитие поражающей ум падучей болезни, поскольку в рамках гуморальной теории семя понималось как необходимая для интеллектуальной деятельности телесная жидкость. В целом, исследователи согласны, что понятие spiritus («дух») у Фичино объединяет в себе смыслы сразу двух греческих понятий: ὄχημα, восходящего к Платону и означающего у философов-неоплатоников переносчика душ из надлунного мира в подлунный, и πνεῦμα, под которым Аристотель в труде «О возникновении животных» понимал жизнедающее начало, отличное от четырёх элементов, образующих тела живых существ, но подобное веществу звёзд, эфиру.

### Магия и астрология у Фичино

#### Оккультизм и демонология
Представления Фичино о магии суммированы в трактате «О стяжании жизни с небес» («De vita coelitus comparanda»), возникшем из толкования на одну из частей «Эннеад» Плотина. Образовавшееся в результате самостоятельное произведение было 10 июля 1489 года посвящено и отправлено королю Венгрии Матвею Корвину. Вместе с трактатами «О том, как оберегать здоровье учёных» и «О долголетии» они составляют «Три книги о жизни». В целом, они адресованы учёным, которые нередко заболевают из-за усердных занятий. Как предмет исследования, магия для Фичино стоит в одном ряду с прочими разделами натурфилософии, такими как космология, астрономия или физика. Понятие магии Фичино ранее использовал в своём комментарии к диалогу «Пир», говоря о том, что любовь, соединяющая вещи между собой, делающая мир единым целым, магична по своей природе. Приступая к изучению магии, Фичино располагал трудами большого числа оккультистов. Из средневековых авторов полезными оказались сочинения Петра Абанского, Роджера Бэкона, Аль-Кинди, Авиценны, а также анонимное практическое руководство по талисманной магии XI века «Пикатрикс». Существенно более значимым, по мнению английского историка Дэниэла Уокера, было влияние неоплатоников. «De Sacrificiis et Magia» Прокла содержит полное изложение теории симпатической магии, а от его биографа Марина Неаполитанского известно, что афинский философ усердно пел и изучал орфические гимны. На музыкальную направленность фичиновской магии могла оказать влияние «Жизнь Пифагора» Ямвлиха, в которой Пифагор предстаёт последователем Орфея. Основным источником относительно небесных влияний Уокер называет входящий в Герметический корпус трактат «Асклепий».
Не вполне понятно, обращался ли Фичино в своих магических практиках к ангелам или демонам. Источники, которыми он пользовался, занимают по данному вопросу различную позицию. Согласно Плотину, эффективность молитв и магии не зависит от богов, и потому всякая магия природна, являясь не более чем выражением космической симпатии. Позднейшие неоплатоники, однако, отказались от такого упрощения, и уже у Ямвлиха магические предметы являются знаками божественного или демонического присутствия, и их действенность не зависит от намерений мага. Д. Уокер склоняется к первой альтернативе, поскольку демоны редко упоминаются на страницах «О стяжании жизни с небес». С другой стороны, согласно преобладающему мнению отцов Церкви, «Асклепий» был произведением идолопоклонническим. То же самое относилось ко всему неоплатоническому учению о магии, и явно проявлялось у ученика Фичино, Франческо да Диаччето. Известно также, что как минимум дважды, в 1494 и 1495 годах, Фичино участвовал в призывании злых сатурнианских демонов. Многочисленные упоминания демонов в трудах Фичино Уокер суммирует следующим образом. Демоны преимущественно относятся к планетам, хотя бывают и небесные и элементальные. У них есть души и тела, воздушные или эфирные, в зависимости от их статуса. Планетарные демоны занимаются распространением небесных влияний и могут, поскольку обладают душой и духом, воздействовать на душу и дух человека. Фичино отождествлял иерархию демонов неоплатоников с иерархией ангелов христианских авторов. Непростым оказался вопрос о разграничении полномочий планетарных духов и демонов. Видимо, Фичино склонялся к тому, что на персональном уровне действуют только обладающие душой демоны, тогда как влияние духов планет более общее. Общую концепция магических знаков и талисманов Фичино заимствовал у Фомы Аквинского.
Появление «Трёх книг» вызвало подозрения в адрес Фичино о неподобающих для священника занятиях магией. Стремясь оправдаться, гуманист рассылал письма своим влиятельным друзьям, доказывая, что он не одобрял, а лишь излагал магическую науку, и что его мысли были направлены не на поклонение демонам (cultu demonum), а к полезной для здоровья тела естественной магии (magia naturali). Формальное опровержение того, что его магия является демонической, содержится в написанной 19 сентября 1489 года «Апологии». Обвинения были сняты только в мае 1490 года, после ходатайства венецианского посла в Риме Эрмолао Барбаро и ряда церковных иерархов к папе Иннокентию VIII. Своеобразным продолжением истории стала публикация Пико «Рассуждений против прорицателей» («Adversus Astrologiam», 1494), также столкнувшегося с преследованием инквизиции. Осудив «плохую», то есть опирающуюся на демонов, астрологию, Пико упомянул главу флорентийских платоников, вынудив того публично заявить о неприятии астрологической науки. Впрочем, упоминание Фичино в «Рассуждении» было вполне комплементарным, а, по мнению Д. Уокера, Пико опирался на теорию астральных влияний своего учителя. Э. Гарэн полагает, что за внешней почтительностью Пико скрывалась критика астрологических воззрений Фичино. В любом случае, «Три книги» оказали значительное влияние на последующую герметическую традицию, а, по мнению американского специалиста по средневековому оккультизму Брайану Копенхэверу, книга Фичино стала самым полным из созданных в период Возрождения изложением теории магии и самым влиятельным в постклассическую эпоху.

#### Учение о мировом духе
В «О стяжании жизни с небес» Фичино разработал общую теорию космического духа (лат. spiritus mundi), по мнению Д. Уокера — стоическую в своей основе. Отправной точкой его рассуждений стало место в «Эннеадах» (IV.3.11), где Плотин говорит о святынях и статуях, возведение которых повышает вероятность присутствия божественных сущностей в нашей части Космоса. Поскольку Фичино полагал Герметический корпус источником идей платонизма, он связал текст Плотина с близким по смыслу местом из входящего в «Герметику» трактата «Асклепий». Путём сложных рассуждений, философ приходит к признанию связи между находящимися в мировой душе порождающими причинами и материальными формами, такой, что манипулируя первыми можно оказывать влияние на вторые. Космический дух, которым живёт и дышит мир, подобен человеческому. Он может быть усвоен людьми различными способами, например, путём потребления вина, белого сахара, золота, экстракта корицы или розы; Фичино приводит такие списки для Солнца и Венеры. Можно также использовать талисманы (imagines). К вопросу взаимосвязи между космическим порядком и теорией музыки Фичино обращался неоднократно, но наиболее полно вопрос раскрыт в комментариях к платоновскому диалогу «Тимей». Действенность музыки для привлечения планетарных духов основывается на двух принципах. Первый, восходящий к Пифагору и «Тимею», постулирует существование гармоничного подобия макрокосма и микрокосма, музыки небесных сфер и музыки человеческой. Данный принцип Фичино применяет не только к музыке, но и еде, лекарственным средствам и талисманам. Второй принцип связывает вызываемые музыкой эмоции с настроением, приписываемым различным планетам. Изложенные Фичино правила астрологической композиции требовали также учёта положения светил и совершения соответствующих ситуации действий — пения, танцев или декламации.
По мнению Д. Уокера, музицирование, которым Фичино развлекал своих гостей и членов Академии, следует воспринимать в рамках его астрологических теорий. Инструмент, которым он пользовался, сложно идентифицировать, сам философ называл его «орфической лирой». Вероятно, это была лира да браччо или другая разновидность скрипки. Согласно описанию Анджело Полициано, как-то Фичино непередаваемым образом то ли пропел, то ли продекламировал сочинённую им в честь Пьеро Медичи героическую оду. Важность исполнения орфических гимнов определённым образом была хорошо известна флорентийским платоникам, этот момент отмечал также Пико. Фичино, комментируя высказывание Плотина о связи молитвы с планетарными влияниями, отмечал, что проницающая способность духа возрастает, если его направить к звёздам с подобающей ситуации песней или гимном. Из более поздних гуманистов, занимавшихся теорией музыки, со взглядами Фичино были знакомы алхимик Агриппа Неттесгеймский, энциклопедист Грегор Рейш, философ Понтюс де Тиар и другие.
Связи между причинами и формами, которые Зороастр называл божественными сцеплениями, а Синезий — магическими чарами, зависят не столько от звёзд и демонов, сколько от вездесущей мировой души. Поэтому, полагает Фичино, «древние платоники» создали небесные образы, 12 в зодиаке, 36 вне его, и ещё 36 образов для «лиц» зодиака. Согласно интерпретации Э. Гарэна, упоминая небесные образы Фичино подразумевал священнодействующего мага, управляющего круговоротом, соединяющим мировую душу с чувственным миром. В конечном счёте флорентиец приходит к выводу о допустимости использования талисманов, поскольку мудрецы древности использовали их в силу глубокого постижения природы Вселенной, не прибегая к призыванию демонов.
Подробному описанию образов, наносимых на талисманы, посвящена XVIII глава «Стяжания жизни с небес». Преимущественно он использует планетные образы, и только один раз упоминает образ астрологического декана, Деву. Изображения могут выполнять различные функции. Например, для получения долголетия следует нанести на сапфир рисунок Сатурна следующего вида: «Старик, сидящий на высоком троне или на драконе; голова его покрыта лоскутом тёмного полотна, а в поднятой над головой руке он держит серп или рыб и одет в тёмные одежды». Для лечения болезней Фичино предлагает использовать образ Солнца в виде царя на троне, а для счастья и телесной силы — образ юной Венеры с яблоками и цветами в руках, одетой в белое и жёлтое. Действенность символа креста в качестве талисмана объясняется у Фичино двояко. Во-первых, небесная сила достигает максимума, когда лучи светил пересекаются под прямым углом. и именно по этой причине крест использовали египтяне. Во-вторых, крест выступает у древних неосознанным пророчеством о пришествии Христа. Стремясь обосновать использование талисманной магии, Фичино ссылается на авторитетных схоластов — Петра Абанского и Альберта Великого. После подробной защиты планетарных образов Фичино выражает надежду «стяжать многие блага от Вселенной» путём конструирования «изображения космоса» (глава XIX), которое следует делать из меди в сочетании с золотом и серебром. Начинать изготовление нужно в благоприятное время, когда Солнце вступает в первый градус Овна, но не в посвящённую Сатурну субботу. Закончить же следует в дни Венеры, «дабы ознаменовать совершенную красоту» талисмана. Для стяжания небесных милостей, полагает Фичино, следует использовать три «всеобщих и собственных цвета», зелёный золотой и синий, соответствующие Трём Грациям небес. Далее Фичино замечает, что космос можно представить и иным образом, например, в виде механизма, подобного тому, который изготовил Лоренцо делла Вольпайя для Лоренцо Медичи. Наконец, можно поместить изображение Вселенной на своде «самого укромного покоя в своём доме».

## Наследие и влияние

### Судьба идей Фичино
Современники-гуманисты разделяли мнение Фичино о том, что его деятельность по переводу сочинений Платона имеет важнейшее значение в мировом масштабе, и именно так выход собрания сочинений Платона оценил в своей «Нюрнбергской хронике» (1493) немец Хартман Шедель. Благодаря своим переводам трудов Платона, неоплатоников и других произведений античности с греческого на латинский язык, Фичино способствовал возрождению платонизма и борьбе со схоластическим аристотелизмом. Согласно Дж. Хэнкинсу, фичиновские переводы Платона являлись основными до 1819 года; ими пользовались Торквато Тассо, Бен Джонсон, Джон Мильтон, Жан Расин, Готфрид Вильгельм Лейбниц, Иммануил Кант и другие.
Рассматривая философское наследие Фичино, Пауль Кристеллер отмечает, что было бы ошибкой оценивать его с точки зрения оригинальности и независимости. Представляя определённую традицию мысли, Фичино интерпретировал труды своих предшественников, перелагая их учения в современных терминах, адаптируя к новым реалиям и своим собственным взглядам, что-то добавляя, что-то опуская. Эрнст Кассирер, отвечая на упрёки в адрес Фичино и Пико по поводу их «дурного эклектизма» и отсутствия оригинальности, подчёркивал мистическую составляющую у обоих мыслителей. Исследователь соотносит идеи Фичино и Пико с концепцией coincidentia oppositorum («единство противоположностей») Николая Кузанского, которую называет важнейшим элементом новизны в философии Возрождения. По мнению Кассирера, «составная теология», сочетающая философию и религию, логический и мистический опыт, даёт выходящее за пределы жёсткой церковной догматики интуитивное знание. Тех же мыслителей американский историк Чарльз Шмитт называет предшественниками епископа Августина Стехуса (1497—1548), введшего понятие «philosophia perennis» («вечная философия»). Согласно Шмитту, Фичино и Пико выступили связующим звеном в передаче древней синкретической традиции между философами древности и атеистами Нового времени. Современный американский богослов Чарльз Лор указал на то, что в учении Платона флорентиец обнаружил ключ к самому важному знанию для человека — пониманию принципа божественности и бессмертности в себе самом. По мнению Лора, собственные работы Фичино породили новую метафизическую традицию в рамках итальянского Возрождения, обращённую к человеку и его устремлениям. Отдельные аспекты учения о «древнем богословии» были в середине XVI века восприняты Франческо Патрици, однако с меньшим энтузиазмом относительно возможности использования астральных влияний.
Центральная роль Фичино и его переводов Герметического корпуса в распространении оккультных идей показана в монографии английского историка Фрэнсис Йейтс «Джордано Бруно и герметическая традиция» (1964). «Гермес Трисмегист» в его переводе был известен широчайшему кругу интеллектуалов, включая Томмазо Кампанелле, Джордано Бруно, Роберту Фладд и Исаак де Казобону, опровергнувшему представление о древнейшем происхождении герметических текстов. Как отмечает Йейтс, разоблачения Казобона не привели к одномоментной утрате в веру в «древнее богословие», и идеи ренессансного платонизма жили ещё в XVII веке. Другой фичиновский перевод, «О сновидениях» Синезия (1489) заложил теоретические основы для последующих толкователей. О распространении идей Фичино можно судить по тому, что они были знакомы составителям «Марсельского Таро»: как считается, обнажённый женский образ на карте «Мир» обозначает небесную Венеру и её духовную красоту. Несколько апокрифических текстов и отдельные фрагменты в трактате «Три книги о жизни» дали Фичино некоторую репутацию среди алхимиков. Фрагменты трактата обширно цитировались алхимиками XVI века. Вместе с популярным учебником дистилляции Иеронима Брауншвейгского книга Фичино стала известна русскому читателю.

### Историография
Классическими исследованиями жизни и деятельности Марсилио Фичино считаются монографии А. Делла Торре «Storia dell' Accademia Platonica di Firenze» и Раймонда Марселя «Marsile Ficin» (1958). Основополагающий вклад в фичиновские исследования внёс Пауль Оскар Кристеллер. Начиная с «Supplementum Ficinianum» (1937), первого крупного дополнения к собранию сочинений 1561 года, на протяжении более полувека он занимался текстологией рукописей Фичино, изучением отдельных аспектов его биографии и творчества. Большое значение имела публикация Кристеллером в 1943 году посвящённой философии Фичино монографии, неоднократно затем переиздававшейся и переводившейся. В результате традиционное на тот момент представление об эклектическом и несамостоятельном характере философии Возрождения в целом и Фичино в частности было поколеблено. В целом соглашаясь с выводами Кристеллера, Эрнст Кассирер отказал Фичино в звании «свободного мыслителя», поскольку тот не смог преодолеть ограничений «благочестивой философии». Значительный вклад в понимание феномена Платоновской академии, а также относительно взаимоотношений Фичино с семейством Медичи, внесли Артур М. Филд (Arthur M. Field) и Рикардо Фубини. В области изучения рецепции трудов Платона большое значение имеют работы Майкла Аллена (Michael J. B. Allen) и Дж. Хэнкинса. Особенно интенсивно Фичино изучался и изучается в Италии. Одной из первых работ, посвящённых философии флорентийского мыслителя стала монография Джузеппе Саитты «La filosofia di Marsilio Ficino» (1923). Интерпретации Саитты, пытавшегося связать Фичино с актуальным идеализмом, были подвергнуты критике. Систематическое изложение философии Фичино предпринял в 1957 году Микеле Скьявоне (Michele Schiavone) («Problemi filosofici in Marsilio Ficino»). Среди других итальянских историков и философов, обращавшихся к наследию Фичино, следует указать Эудженио Гарэна, Себастьяно Джентиле (Sebastiano Gentile) и Чезаре Вазоли.
Оживлённая многовековая полемика связана с попытками выявления институционального характера Платоновской академии, её истоков и роли в ней Фичино. Флорентийские платоники XVI века, опираясь на письма Фичино, утверждали, что Академия была основана Фичино, избранного для этой цели Козимо Старым. Характеристика Академии как «платоновской» впервые встречается в 1638 году у Паганино Гауденци. В XVIII веке флорентийский библиотекарь Анджело-Мария Бандини считал Платоновскую академию XV века предшественником современных ему академий Тосканы. Согласно Бандини, Фичино был формальным главной данного учреждения, члены которого назначались лично Лоренцо Медичи. Современник Бандини, немецкий богослов Иоанн Георг Шелхорн идентифицировал Академию с Флорентийским университетом, одним из профессоров которого Фичино якобы был. В XIX веке появились новые интерпретации, в том числе минималистические, согласно которым Академия представляла собой не более, чем неформальный кружок друзей Фичино, разделявших общий интерес к философии Платона. Наконец, в конце века Густаво Уциелли заявил, что Платоновская академия не более, чем миф. Причиной столь радикальной оценки, по мнению Дж. Хэнкинса, стали политические взгляды историка, который, как бывший гарибальдиец, относился враждебно к находившемуся под покровительством «коррупционной тирании» Фичино. Письма, на которые опирались сторонники других теорий, Уциелли объявил поддельными. Напротив, автор первого значительного посвящённого Академии исследования («Storia dell’accademia platonica di Firenze», 1902), Арнально делла Торре (Arnaldo della Torre), видел в Фичино провозвестника эпохи Просвещения, а в его Академии — своего рода неформальный клуб интеллектуалов. Опираясь на все доступные к тому времени источники, делла Торре называет более сотни членов Академии, включая Кристофоро Ландино, Анджело Полициано, Джованни Пико делла Мирандола, Димитрия Халкокондила, Алессандро Браччези и самого Лоренцо Медичи. Хотя делла Торре несколько расширительно понимал членства в Академии, включая в неё практически каждого корреспондента Фичино, его выводы были приняты большинством исследователей в XX веке. В конце XX века теория о «мифологичности» Академии была возрождена Дж. Хэнкинсом, проанализировавшим всю совокупность ранее известных и вновь выявленных источников. Как им было установлено, термин academia применительно к совокупности флорентийских платоников, практически не встречается за пределами корпуса текстов Фичино, да и у последнего слово нередко используется как метафора собрания сочинений Платона (libri platonici). По мнению исследователя, если в какой-то организованной форме Академия и существовала, то только в виде читавшихся Фичино лекций во Флорентийском университете. Более того, Козимо Старший не имел ни потребности, ни интеллектуальной способности выступить инициатором такого культурного проекта. С аргументацией Хэнкинса не согласен А. Филд, полагающий, что Фичино определённо возглавлял школу во Флоренции, которая и была Академией, а также имел влияние на более широкий круг гуманистов. Российский историк О. Кудрявцев, отмечая некоторую произвольность ранних буквальных интерпретаций, склонен считать «Платоновскую академию» «определённой, пусть и не очень чётко выраженной, социально-культурной реальностью, порождённой деятельностью гуманиста».
В отличие от прочих аспектов деятельности Фичино, изучению его богословия посвящено не так много работ, что объясняется, в том числе, сравнительно малой значимостью периода Ренессанса для догматического развития христианства. До конца XX века появилось только две монографии о богословских занятиях Фичино: «Die Mystik des Marsilio Ficino» (1929) Вальтера Дресса (Walter Dreß) и «L’umanesimo e il problema della salvezza in Marsilio Ficino» (1937) Джузеппе Анчини (Giuseppe Anichini). Оба автора, опираясь на свои конфессиональные пристрастия (первый с лютеранской точки зрения, второй с томистской) пришли к важным выводам относительно понимания христианской традиции у Фичино. Огромное влияние, особенно в Северной Америке, имели идеи П. Кристеллера. В своей монографии о философии Фичино, не отрицая возможности религиозной интерпретации метафизики Фичино, высказался против её понимания как «мистической». Соответственно, последователи Кристеллера рассматривают «Платоновское богословие» и комментарии к Платону в контексте прежде всего светского направления развития философии. Так, по мнению М. Аллена, хотя Фичино был, несомненно, религиозным человеком, его трактат «О христианской религии», проповеди и многочисленные духовные письма не способствуют более глубокому пониманию взглядов гуманиста. Попыткой преодолеть ограниченность предшествующих исследований стала монография немецкого богослова Йорга Лаустера о доктрине спасения у Фичино. Всестороннюю оценку «гуманистического богословия» Фичино предпринял в своей монографии ирландский историк Амос Эдельхайт (Amos Edelheit). По его мнению, в работе «О христианской религии» содержится новая концепция христианства, в которой истина Писания дополнена истиной Платона. Эту же точку зрения разделяет советский исследователь Леонид Баткин (см., например, его работу «Итальянские гуманисты: стиль жизни, стиль мышления», М. 1978.)

## Избранные издания произведений
- Marsilio Ficino. Opera omnia / Henricus Petri. — Basel, 1576.
- Marsilio Ficino. Three Books on Life. A Critical Edition and Translation with Introduction and Notes / Kaske C. V., Clark J. R.. — Arizona Ctr For Medieval & Ren, 1989. — Vol. 57. — 528 p. — (Medieval and Renaissance Texts and Studies). — ISBN 0-86698-041-5.
- Marsilio Ficino. Meditations on the Soul: Selected Letters of Marsilio Ficino / C. Salaman (ed). — Inner Traditions, 1997. — 304 p. — ISBN 978-0892816583.
- Marsilio Ficino. Scritti sull'astrologia / O. Pompeo Faracovi. — BUR, 1999. — 259 p. — ISBN 978-88-58-65688-4.
- Marsilio Ficino. Commentaries on Plato / Ed. and trans. by M. J. Allen. — Harvard University Press, 2008—2012. — Vol. I—III.
- Марсилио Фичино. Платоновская теология о бессмертии души в XVIII книгах / пер. с латинского А. Я. Тыжова. — СПб.: Владимир Даль, 2020. — Т. 122. — 832 с. — (Слово о сущем). — ISBN 978-5-93615-216-0.